# Wallensteins Lager
Wallensteins Lager ist der erste Teil von Friedrich Schillers Wallenstein-Trilogie, dem Drama über den Niedergang des berühmten Feldherren Wallenstein. Eine allgemeine Einleitung und eine Kurzzusammenfassung der gesamten Trilogie bietet der entsprechende Artikel.
„Wallensteins Lager“ leitet die beiden folgenden Teile ein. Er besteht im Gegensatz zu den anderen Teilen aus nur einem Akt und einem Prolog, der sich auf die gesamte Trilogie bezieht. Dieser Teil des Dramas ist anders als die anderen in Reimen geschrieben. Die Reimform wird im Prolog damit begründet, dass sie „das düstre Bild der Wahrheit in das heitre Reich der Kunst hinüberspielt“, also dem Kriegsschauplatz den Schrecken nehme. Die Personen der Haupthandlung werden zwar oft erwähnt, treten aber noch nicht selbst auf. Stattdessen spielt der erste Teil unter den einfachen Soldaten von „Wallensteins Lager“ in Pilsen und gibt deren Einstellungen und Stimmungen wieder. Auch ein Bauer und ein Mönch treten auf. Das Drama spielt im Winter 1634, 16 Jahre nach Beginn des Dreißigjährigen Krieges.

## Prolog
Im Prolog wird angekündigt, statt aus der bürgerlichen Welt von einem „höheren Schauplatz“ zu erzählen, denn nur „der große Gegenstand vermag den tiefen Grund der Menschheit aufzuregen“. Weiter wird gesagt, dass die Kunst Verständnis schaffen könne für die schlechten Taten eines Menschen, die oft nur eine Folge des Schicksals seien. Wallenstein wird als mutig bis übermütig charakterisiert. Er sei seiner unstillbaren Ehrsucht zum Opfer gefallen. Die Zeit und der Ort der Handlung werden umrissen (siehe oben), ebenso wird angekündigt, dass das Drama nicht bei Wallenstein selbst, sondern bei seinen Soldaten beginne, um die Situation des Feldherrn nachvollziehbar zu machen.

## Handlung
Am Anfang des eigentlichen Dramas betritt ein Bauer mit seinem Sohn das Lager von Wallensteins Soldaten. Der Bauer kritisiert die Soldaten dafür, dass sie das einfache Volk gierig ausnehmen würden. Außerdem gebe es keinen merkbaren Unterschied zwischen den verschiedenen Kriegsparteien. Nun wolle er mit gezinkten Würfeln beim Glücksspiel etwas von dem zurückgewinnen, was die Soldaten den Bauern genommen hatten.
Zwei Soldaten, der Wachtmeister und der Trompeter, unterhalten sich abschätzig über einen gerade eingetroffenen Gesandten des Kaisers. Sie vermuten, dass der Kaiser ihren Heerführer Wallenstein absetzen wolle, da er inzwischen sehr mächtig geworden sei. Die Soldaten betonen aber, dass sie ihm in jedem Fall treu bleiben würden. Wallenstein wird wegen seines Engagements für die Armee gelobt. Ein Scharfschütze betrügt derweil einen Kroaten, der auch zur Armee gehört, bei einem Tauschhandel. Es wird berichtet, dass Wallenstein Besuch bekomme von seiner Frau, der Herzogin, und seiner Tochter Thekla. Ein Jäger der Truppen trifft eine Händlerin wieder, die er schon aus anderen Schlachten kennt. Sie erzählt ihm, bei wie vielen verschiedenen Heeren sie bisher gearbeitet hat. Inzwischen hat sie sogar schon einen Sohn bekommen, der die Feldschule besucht. Bei den folgenden Gesprächen unter mehreren Soldaten wird erwähnt, aus wie vielen verschiedenen Landstrichen die Soldaten kommen. Teilweise haben sie im Krieg häufiger den Herrn gewechselt. Allerdings erzählen sie, dass Wallenstein es geschafft habe, die verschiedenen Volksgruppen in einer Armee zu einigen. Die Soldaten loben, dass ihr Feldherr bei den Soldaten nicht auf den Glauben achte und ihnen viele Freiheiten gewähre, solange sie nicht gegen Befehle verstoßen würden – im Gegensatz zu anderen Heerführern, von denen manche streng darauf achten würden, dass man religiöse Regeln einhalte.
Der Jäger unterhält sich mit einem Wachtmeister über das Erfolgsgeheimnis Wallensteins. Angeblich würden ihm übernatürliche Kräfte helfen, seine Schlachten zu gewinnen. Dabei wird auch erwähnt, dass er versuche, in den Sternen zu lesen, um seine Entscheidungen zu treffen.
Ein neuer Rekrut kommt im Lager an. Sein Vater folgt ihm und bittet ihn, zurück zur Familie zu kommen. Der Sohn müsse die Geschäfte der Familie weiterführen, außerdem lasse er seine Braut allein zurück. Die Soldaten machen sich über alle Einwände lustig. Der Wachtmeister erzählt dem Rekruten von Buttler, Chef eines Regiments, der es trotz geringer Herkunft zu einem angesehenen Posten geschafft habe. Zusammen mit einer Marketenderfrau beginnen die Soldaten zu tanzen.
Als die Soldaten gerade feiern, tritt ein Kapuziner auf. Er schimpft über das gottlose Leben der Soldaten und beschuldigt sie, das Land verwüstet zu haben. Der Mönch erwähnt auch, dass Wallenstein sehr geräuschempfindlich sei. Erst als er Wallenstein kritisiert und ihn sogar „Teufelsbeschwörer“ nennt, wollen einige Soldaten auf ihn losgehen. Nur einige kroatische Soldaten halten die anderen zurück und ermöglichen dem Kapuziner die Flucht.
Inzwischen wurde der Bauer von seinen Mitspielern als Betrüger entlarvt. Einige wollen ihn dafür hängen. Jemand äußert Verständnis für den Betrug, da die Bauern im Krieg ruiniert worden seien. Den meisten Soldaten ist das egal und sie reden abschätzig über ihn. Da aber treten zwei Kürassiere auf und lassen den Bauern laufen. Die anderen sprechen respektvoll von den Kürassieren und erzählen, dass sie sich nach dem Tod ihres Regimentführers Pappenheim eigenmächtig Max Piccolomini als Nachfolger gewählt hätten, was normalerweise Soldaten nicht erlaubt sei. Wallenstein würde dieses Regiment besonders schätzen. Die Kürassiere erzählen aufgebracht, dass der Kaiser befehlen werde, einen Teil der Truppe zur Unterstützung spanischer Verbündeter nach Flandern zu entsenden. Die Truppen sind wütend darüber, Wallenstein verlassen zu müssen. Nur aus Liebe zu ihm dienten sie dem Kaiser. Der Wachtmeister vermutet, dass der Kaiser so die Truppen spalten wolle, um sie leichter loszuwerden, da er sie nicht mehr brauche. Die Soldaten wollen sich gegen den kaiserlichen Befehl wehren, allerdings nur, wenn Wallenstein dem zustimme. Sie beschließen, Max Piccolomini zu bitten, Wallenstein dazu zu bringen, nicht dem Befehl zu folgen.
Die Soldaten betonen, dass sie sich weiterhin Krieg wünschen. Während die Bauern im Krieg leiden müssten, hätten sie ein gutes und aufregendes Leben; Rollen, die in Friedenszeiten andersherum verteilt wären. Über den Kaiser ist man geteilter Meinung, aber alle sind sich einig, dass sie weiterhin Wallenstein dienen wollen. In einem abschließenden Chorgesang loben sie die Freiheit und das Abenteuer des Soldatenlebens.

## Darstellungen

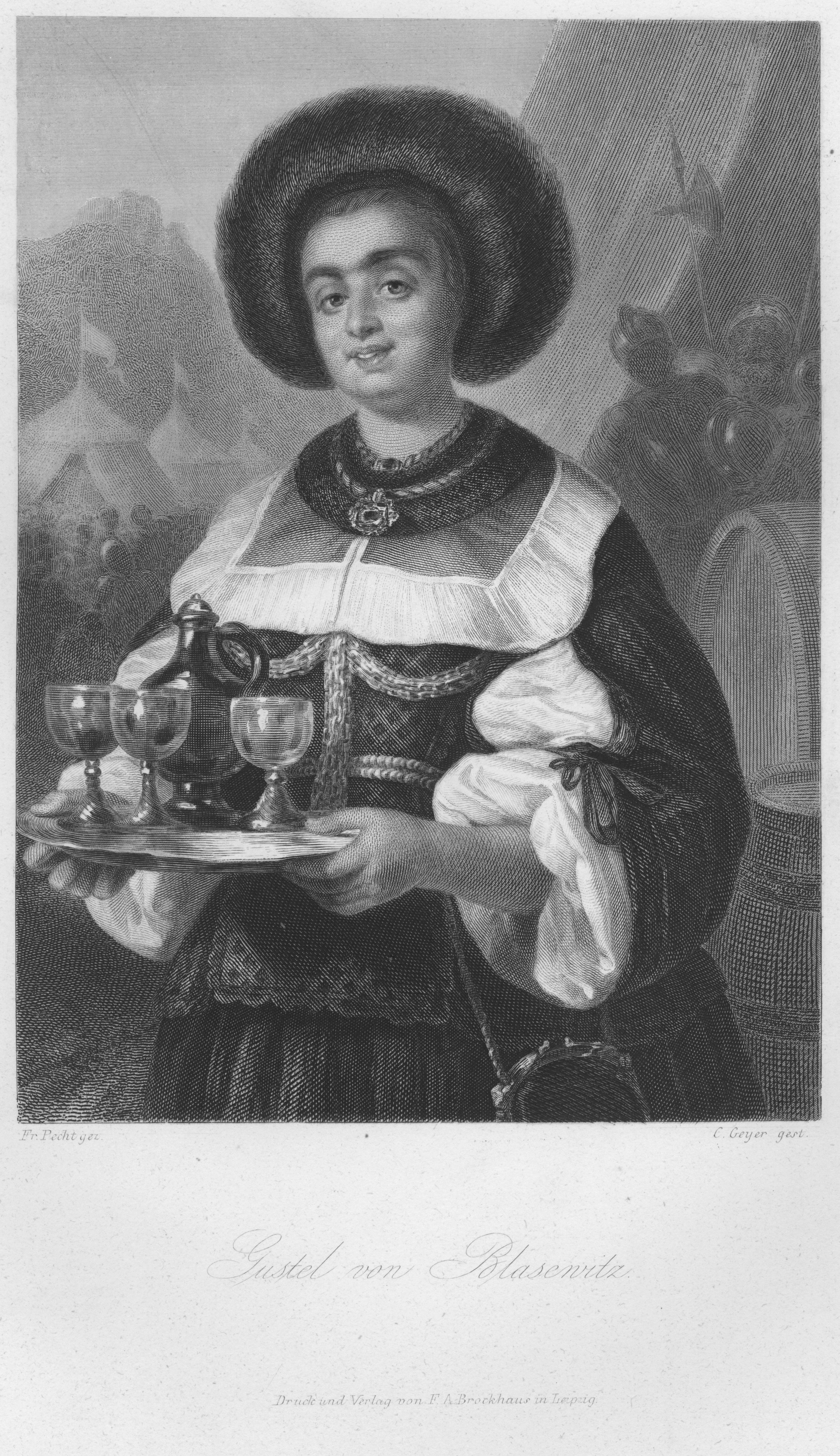
„Was? der Blitz! Das ist ja die Gustel aus Blasewitz!“ in Wallensteins Lager (Schiller-Galerie); Stahlstich von Conrad Geyer nach Friedrich Pecht, um 1859
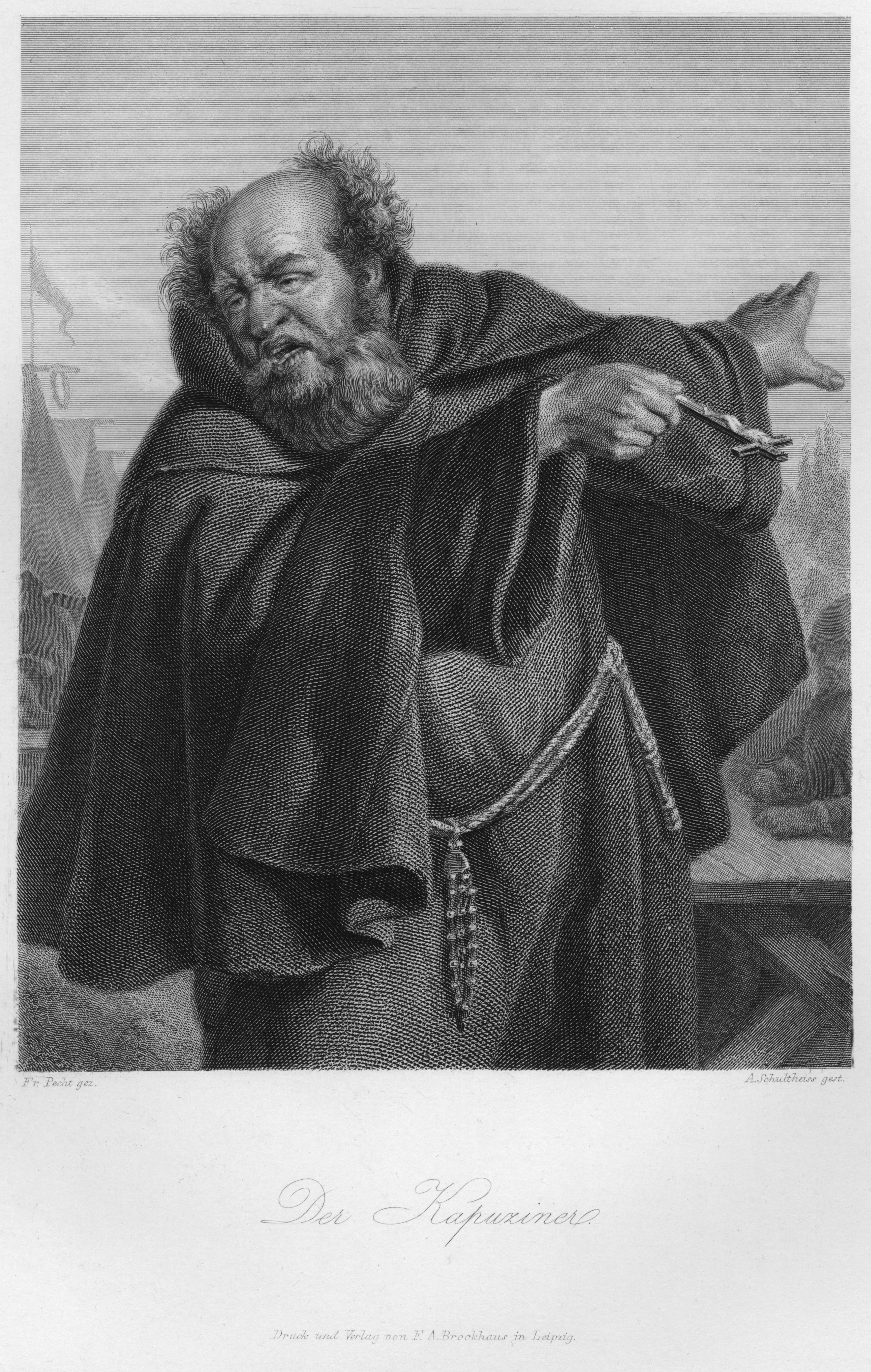
Der Kapuziner in der Schiller-Galerie; Stahlstich von Schultheiss nach Friedrich Pecht, um 1859
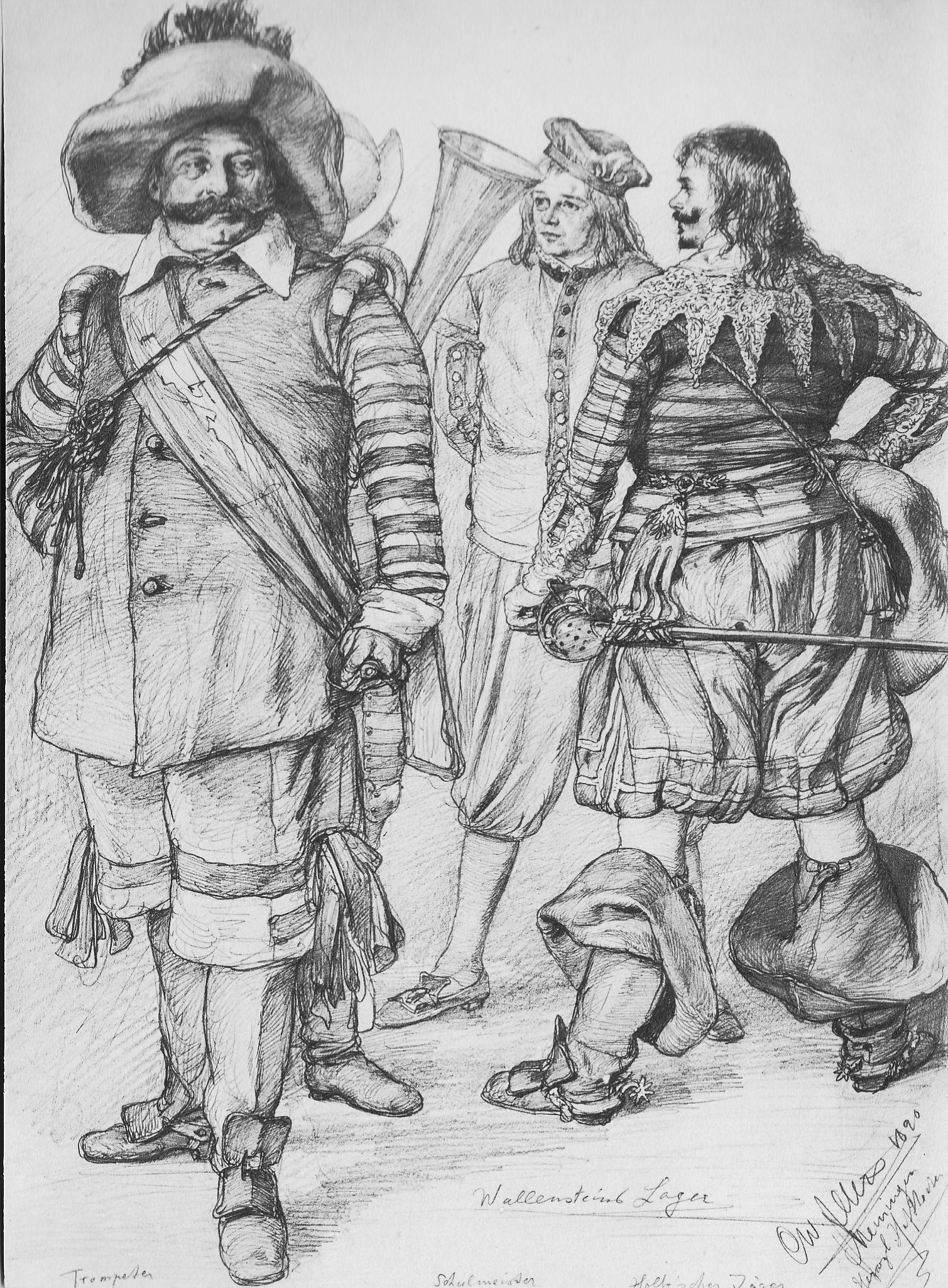
Trompeter, Schulmeister, Holkischer Jäger. Hoftheater Meiningen, 1890.